# François Denis Tronchet
François Denis Tronchet, född den 23 mars 1726 i Paris, död där den 10 mars 1806, var en fransk jurist och politiker.
Tronchet valdes till ett av huvudstadens ombud vid 1789 års riksdag (états généraux). Allt under det att han sökte befordra nödvändiga reformer, förblev han anhängare av en konstitutionell monarki. Då Ludvig XVI kallades inför konventets skrank, vädjade han för sitt försvar till Tronchet, som också lämnade Malesherbes, kungens främste försvarstalare, viktiga bidrag till dennes försvar. Som medlem av de gamles råd tillvann Tronchet sig Bonapartes förtroende och blev efter hand ledamot och president i kassationsdomstolen samt senator. Av avgörande betydelse var hans inflytande inom den under konsulatet tillsatta kommission, som hade uppdraget att utarbeta den nya franska civillagen (Code Napoléon).